# Sericoptera caucaria
Sericoptera caucaria är en fjärilsart som beskrevs av Charles Oberthür 1911. Sericoptera caucaria ingår i släktet Sericoptera och familjen mätare. Inga underarter finns listade i Catalogue of Life.